# Apegus prasinus
Apegus prasinus är en stekelart som beskrevs av Kononova och Pyotr N.Petrov 2003. Apegus prasinus ingår i släktet Apegus och familjen Scelionidae. Inga underarter finns listade i Catalogue of Life.